# Halimochirurgus
Halimochirurgus är ett släkte av fiskar. Halimochirurgus ingår i familjen Triacanthodidae.
Kladogram enligt Catalogue of Life:
| Halimochirurgus | \| \| Halimochirurgus alcocki \| \| \| \| \| \| Halimochirurgus centriscoides \| \| \| \| |
|                 | \| \| Halimochirurgus alcocki \| \| \| \| \| \| Halimochirurgus centriscoides \| \| \| \| |
|                 | Atrophacanthus                                                                            |
|                 |                                                                                           |
|                 | Bathyphylax                                                                               |
|                 |                                                                                           |
|                 | Hollardia                                                                                 |
|                 |                                                                                           |
|                 | Johnsonina                                                                                |
|                 |                                                                                           |
|                 | Macrorhamphosodes                                                                         |
|                 |                                                                                           |
|                 | Mephisto                                                                                  |
|                 |                                                                                           |
|                 | Parahollardia                                                                             |
|                 |                                                                                           |
|                 | Paratriacanthodes                                                                         |
|                 |                                                                                           |
|                 | Triacanthodes                                                                             |
|                 |                                                                                           |
|                 | Tydemania                                                                                 |
|                 |                                                                                           |
|                 | Halimochirurgus alcocki                                                                   |
|                 |                                                                                           |
|                 | Halimochirurgus centriscoides                                                             |
|                 |                                                                                           |

|  | Halimochirurgus alcocki       |
|  |                               |
|  | Halimochirurgus centriscoides |
|  |                               |